# Diaethria charis
Diaethria charis är en fjärilsart som beskrevs av Charles Oberthür 1916. Diaethria charis ingår i släktet Diaethria och familjen praktfjärilar. Inga underarter finns listade i Catalogue of Life.